# ويليام هارولد كوكس
ويليام هارولد كوكس (بالإنجليزية: William Harold Cox)‏ هو قاضي ومحامي أمريكي، ولد في 23 يونيو 1901 في إنديانولا في الولايات المتحدة، وتوفي في 25 فبراير 1988 في جاكسون في الولايات المتحدة.